# カステラ饅頭
カステラ饅頭（カステラまんじゅう）とは、白あん等をカステラ風の生地で包んだ焼きまんじゅう（唐饅頭）である。松菱饅頭（まつびしまんじゅう）と呼称されることもある。浜松銘菓として知られており、静岡県浜松市の有限会社秋芳堂が製造している。
秋芳堂が浜松市の百貨店「松菱百貨店」内に店舗を構え、「松菱饅頭」の名称で発売していた。長年親しまれてきたが、2001年百貨店が倒産。2002年より商品名を「カステラ饅頭」に変えて現在の店舗にて復活した。なお、松菱時代は名物のため支店の開設を禁じられていたとの情報もある。
「とうまん」、「金萬」、「都まんじゅう」、「ロンドン焼」、「都まん」、「金生饅頭」など日本全国に、類似の商品がある。